# Víctor Toro
Víctor Enrique Toro Núñez war ein chilenischer Fußballspieler. Der Mittelfeldspieler absolvierte acht Länderspiele für Chile. 

## Karriere

### Verein
Auf Vereinsebene spielte Víctor Toro 1920 bei Fernández Vial. Von 1924 bis 1926 lief er für den Diez de Julio, ebenfalls aus Concepción, auf.

### Nationalmannschaft
Víctor Toro debütierte für Chile im Auftaktspiel des Campeonato Sudamericano 1920 bei der 0:1-Niederlage gegen Brasilien. Auch in den beiden weiteren Turnierspielen gegen Argentinien und Uruguay spielte er. Chile belegte mit einem Punkt den letzten Turnierplatz. Beim Campeonato Sudamericano 1924 spielte Toro erneut alle drei Turnierspiele, allerdings gab es drei Niederlagen und Chile wurde wieder Turnierletzter.
Beim Campeonato Sudamericano 1926 wurde der Mittelfeldspieler erneut nominiert und kam beim 1:1-Unentschieden gegen Titelverteidiger Argentinien zum Einsatz. Es blieb sein einziges Turnierspiel. Chile erzielte mit zwei Siegen, einem Unentschieden und einer Niederlage das bis dahin beste Turnierergebnis. Toro absolvierte insgesamt acht Länderspiele für die La Roja.